# Oostenrijk op het Europees kampioenschap voetbal 2020
Oostenrijk was een van de deelnemende landen aan het Europees kampioenschap voetbal 2020. Het was de derde deelname voor het land. Franco Foda was de bondscoach. Oostenrijk werd in de achtste finale uitgeschakeld door Italië.

## Kwalificatie

### Kwalificatieduels
|                                                |            |         |            |                                                                                         |
| 21 maart 2019 «onderlinge duels» 20.45 (UTC+1) | Oostenrijk | 0 − 1   | Polen      | Ernst Happelstadion, Wenen Toeschouwers: 40.400 Scheidsrechter: Anastasios Sidiropoulos |
| 21 maart 2019 «onderlinge duels» 20.45 (UTC+1) |            | Verslag | 69' Piątek | Ernst Happelstadion, Wenen Toeschouwers: 40.400 Scheidsrechter: Anastasios Sidiropoulos |

|                                                |                                 |         |                    |                                                                                |
| 24 maart 2019 «onderlinge duels» 19.00 (UTC+2) | Israël                          | 4 − 2   | Oostenrijk         | Sammy Oferstadion, Haifa Toeschouwers: 16.180 Scheidsrechter: Jevhen Aranovsky |
| 24 maart 2019 «onderlinge duels» 19.00 (UTC+2) | Zahavi 34', 45', 55' Dabour 66' | Verslag | 8', 75' Arnautović | Sammy Oferstadion, Haifa Toeschouwers: 16.180 Scheidsrechter: Jevhen Aranovsky |

|                                              |                 |         |          |                                                                                      |
| 7 juni 2019 «onderlinge duels» 20.45 (UTC+2) | Oostenrijk      | 1 − 0   | Slovenië | Wörtherseestadion, Klagenfurt Toeschouwers: 19.200 Scheidsrechter: Aleksej Koelbakov |
| 7 juni 2019 «onderlinge duels» 20.45 (UTC+2) | Burgstaller 74' | Verslag |          | Wörtherseestadion, Klagenfurt Toeschouwers: 19.200 Scheidsrechter: Aleksej Koelbakov |

|                                               |                        |         |                                                           |                                                                               |
| 10 juni 2019 «onderlinge duels» 20.45 (UTC+2) | Noord-Macedonië        | 1 − 4   | Oostenrijk                                                | Toše Proeskiarena, Skopje Toeschouwers: 10.501 Scheidsrechter: Aleksej Jeskov |
| 10 juni 2019 «onderlinge duels» 20.45 (UTC+2) | Hinteregger 18' (e.d.) | Verslag | 39' Lazaro 62' (pen.), 82' Arnautović 86' (e.d.) Bejtulai | Toše Proeskiarena, Skopje Toeschouwers: 10.501 Scheidsrechter: Aleksej Jeskov |

|                                                   |                                                                                        |         |         |                                                                               |
| 6 september 2019 «onderlinge duels» 20.45 (UTC+2) | Oostenrijk                                                                             | 6 − 0   | Letland | Red Bull Arena, Salzburg Toeschouwers: 16.300 Scheidsrechter: Robert Hennessy |
| 6 september 2019 «onderlinge duels» 20.45 (UTC+2) | Arnautović 7', 53' (pen.) Sabitzer 13' Šteinbors 76' (e.d.) Laimer 80' Gregoritsch 85' | Verslag |         | Red Bull Arena, Salzburg Toeschouwers: 16.300 Scheidsrechter: Robert Hennessy |

|                                                   |         |       |            |                                                                                |
| 9 september 2019 «onderlinge duels» 20.45 (UTC+2) | Polen   | 0 − 0 | Oostenrijk | Nationaal Stadion, Warschau Toeschouwers: 56.788 Scheidsrechter: Viktor Kassai |
| 9 september 2019 «onderlinge duels» 20.45 (UTC+2) | Verslag |       |            | Nationaal Stadion, Warschau Toeschouwers: 56.788 Scheidsrechter: Viktor Kassai |

|                                                  |                                         |         |            |                                                                                |
| 10 oktober 2019 «onderlinge duels» 20.45 (UTC+2) | Oostenrijk                              | 3 − 1   | Israël     | Ernst Happelstadion, Wenen Toeschouwers: 26.200 Scheidsrechter: William Collum |
| 10 oktober 2019 «onderlinge duels» 20.45 (UTC+2) | Lazaro 41' Hinteregger 56' Sabitzer 88' | Verslag | 34' Zahavi | Ernst Happelstadion, Wenen Toeschouwers: 26.200 Scheidsrechter: William Collum |

|                                                  |             |         |            |                                                                             |
| 13 oktober 2019 «onderlinge duels» 20.45 (UTC+2) | Slovenië    | 0 − 1   | Oostenrijk | Stožicestadion, Ljubljana Toeschouwers: 15.108 Scheidsrechter: Cüneyt Çakır |
| 13 oktober 2019 «onderlinge duels» 20.45 (UTC+2) | Popović 89' | Verslag | 21' Posch  | Stožicestadion, Ljubljana Toeschouwers: 15.108 Scheidsrechter: Cüneyt Çakır |

|                                                   |                     |         |                   |                                                                                |
| 16 november 2019 «onderlinge duels» 20.45 (UTC+1) | Oostenrijk          | 2 − 1   | Noord-Macedonië   | Ernst Happelstadion, Wenen Toeschouwers: 41.100 Scheidsrechter: Michael Oliver |
| 16 november 2019 «onderlinge duels» 20.45 (UTC+1) | Alaba 7' Lainer 48' | Verslag | 90+3' Stojanovski | Ernst Happelstadion, Wenen Toeschouwers: 41.100 Scheidsrechter: Michael Oliver |

|                                                   |         |         |            |                                                                             |
| 19 november 2019 «onderlinge duels» 21.45 (UTC+2) | Letland | 1 − 0   | Oostenrijk | Skontostadion, Riga Toeschouwers: 2.781 Scheidsrechter: Alejandro Hernández |
| 19 november 2019 «onderlinge duels» 21.45 (UTC+2) | Ošs 65' | Verslag |            | Skontostadion, Riga Toeschouwers: 2.781 Scheidsrechter: Alejandro Hernández |

### Eindstand groep G
| Nr. | Land            | GW | W | G | V | DV | DT | DS  | Ptn |
| --- | --------------- | -- | - | - | - | -- | -- | --- | --- |
| 1   | Polen           | 10 | 8 | 1 | 1 | 18 | 5  | +13 | 25  |
| 2   | Oostenrijk      | 10 | 6 | 1 | 3 | 19 | 9  | +10 | 19  |
| 3   | Noord-Macedonië | 10 | 4 | 2 | 4 | 12 | 13 | -1  | 14  |
| 4   | Slovenië        | 10 | 4 | 2 | 4 | 16 | 11 | +5  | 14  |
| 5   | Israël          | 10 | 3 | 2 | 5 | 16 | 18 | -2  | 11  |
| 6   | Letland         | 10 | 1 | 0 | 9 | 3  | 28 | -25 | 3   |

## EK-voorbereiding

### Wedstrijden
|                                              |          |       |            |                                                                                  |
| 2 juni 2021 «onderlinge duels» 20.00 (UTC+1) | Engeland | 1 – 0 | Oostenrijk | Riverside Stadium, Middlesbrough Toeschouwers: 0 Scheidsrechter: Lawrence Visser |
| 2 juni 2021 «onderlinge duels» 20.00 (UTC+1) | Saka 56' |       |            | Riverside Stadium, Middlesbrough Toeschouwers: 0 Scheidsrechter: Lawrence Visser |

|                                              |            |       |           |                                                                         |
| 6 juni 2021 «onderlinge duels» 17.30 (UTC+2) | Oostenrijk | 0 – 0 | Slowakije | Ernst Happelstadion, Wenen Toeschouwers: 0 Scheidsrechter: Urs Schnyder |
| 6 juni 2021 «onderlinge duels» 17.30 (UTC+2) |            |       |           | Ernst Happelstadion, Wenen Toeschouwers: 0 Scheidsrechter: Urs Schnyder |

## Het Europees kampioenschap
De loting vond plaats op 30 november 2019 in Boekarest. Oostenrijk werd ondergebracht in groep C, samen met Nederland, Oekraïne en Noord-Macedonië.

### Uitrustingen
Sportmerk: Puma
| Thuis | Uit | Doelman |

### Selectie en statistieken
| Nr. | Naam                  | Geboortedatum | GW |   |   |   |   |   |   | Club                     | Positie(s) |
| --- | --------------------- | ------------- | -- | - | - | - | - | - | - | ------------------------ | ---------- |
| 1   | Alexander Schlager    | 01-02-1996    | 0  | 0 | 0 | 0 | 0 | 0 | 0 | LASK                     | GK         |
| 2   | Andreas Ulmer         | 30-10-1985    | 2  | 0 | 0 | 0 | 0 | 0 | 0 | Red Bull Salzburg        | LB         |
| 3   | Aleksandar Dragović   | 06-03-1991    | 4  | 0 | 1 | 0 | 0 | 0 | 2 | Bayer Leverkusen         | CB         |
| 4   | Martin Hinteregger    | 07-09-1992    | 4  | 0 | 1 | 0 | 0 | 0 | 0 | Eintracht Frankfurt      | LB, CB     |
| 5   | Stefan Posch          | 14-05-1997    | 0  | 0 | 0 | 0 | 0 | 0 | 0 | TSG Hoffenheim           | CB         |
| 6   | Stefan Ilsanker       | 18-05-1989    | 3  | 0 | 0 | 0 | 0 | 3 | 0 | Eintracht Frankfurt      | DM, CB     |
| 7   | Marko Arnautović      | 19-04-1989    | 3  | 1 | 1 | 0 | 0 | 1 | 2 | Shanghai Port            | LW, CF     |
| 8   | David Alaba           | 24-06-1992    | 4  | 0 | 1 | 0 | 0 | 0 | 0 | Bayern München           | LB, CM, CB |
| 9   | Marcel Sabitzer       | 17-03-1994    | 4  | 0 | 0 | 0 | 0 | 0 | 0 | RB Leipzig               | AM, RW, LW |
| 10  | Florian Grillitsch    | 07-08-1995    | 3  | 0 | 0 | 0 | 0 | 1 | 0 | TSG Hoffenheim           | DM         |
| 11  | Michael Gregoritsch   | 18-04-1994    | 2  | 1 | 0 | 0 | 0 | 1 | 1 | FC Augsburg              | AM, RW, LW |
| 12  | Pavao Pervan          | 13-11-1987    | 0  | 0 | 0 | 0 | 0 | 0 | 0 | VfL Wolfsburg            | GK         |
| 13  | Daniel Bachmann       | 09-07-1994    | 4  | 0 | 1 | 0 | 0 | 0 | 0 | Watford FC               | GK         |
| 14  | Julian Baumgartlinger | 02-01-1988    | 1  | 0 | 0 | 0 | 0 | 1 | 0 | Bayer Leverkusen         | CM, RM     |
| 15  | Philipp Lienhart      | 11-07-1996    | 2  | 0 | 0 | 0 | 0 | 2 | 0 | SC Freiburg              | CB         |
| 16  | Christopher Trimmel   | 24-02-1987    | 1  | 0 | 0 | 0 | 0 | 1 | 0 | Union Berlin             | RB         |
| 17  | Louis Schaub          | 29-12-1994    | 0  | 0 | 0 | 0 | 0 | 0 | 0 | FC Luzern                | AM         |
| 18  | Alessandro Schöpf     | 07-02-1994    | 2  | 0 | 0 | 0 | 0 | 2 | 0 | Schalke 04               | AM, RW, LW |
| 19  | Christoph Baumgartner | 01-08-1999    | 4  | 1 | 0 | 0 | 0 | 0 | 4 | TSG Hoffenheim           | AM         |
| 20  | Karim Onisiwo         | 17-03-1992    | 1  | 0 | 0 | 0 | 0 | 1 | 0 | Mainz 05                 | CF         |
| 21  | Stefan Lainer         | 27-08-1992    | 4  | 1 | 1 | 0 | 0 | 0 | 1 | Borussia Mönchengladbach | RB         |
| 22  | Valentino Lazaro      | 24-03-1996    | 1  | 0 | 0 | 0 | 0 | 1 | 0 | Borussia Mönchengladbach | RM         |
| 23  | Xaver Schlager        | 28-09-1997    | 4  | 0 | 0 | 0 | 0 | 0 | 2 | VfL Wolfsburg            | CM         |
| 24  | Konrad Laimer         | 27-05-1997    | 4  | 0 | 0 | 0 | 0 | 0 | 4 | RB Leipzig               | CM         |
| 25  | Saša Kalajdžić        | 07-07-1997    | 4  | 1 | 0 | 0 | 0 | 3 | 1 | VfB Stuttgart            | CF         |
| 26  | Marco Friedl          | 16-03-1998    | 0  | 0 | 0 | 0 | 0 | 0 | 0 | Werder Bremen            | LB, CB     |

### Wedstrijden
| Nr. | Land            | GW | W | G | V | DV | DT | DS | Ptn |
| --- | --------------- | -- | - | - | - | -- | -- | -- | --- |
| 1   | Nederland       | 3  | 3 | 0 | 0 | 8  | 2  | +6 | 9   |
| 2   | Oostenrijk      | 3  | 2 | 0 | 1 | 4  | 3  | +1 | 6   |
| 3   | Oekraïne        | 3  | 1 | 0 | 2 | 4  | 5  | -1 | 3   |
| 4   | Noord-Macedonië | 3  | 0 | 0 | 3 | 2  | 8  | -6 | 0   |

#### Groepsfase
|                                               |                                           |       |                 |                                                                               |
| 13 juni 2021 «onderlinge duels» 19:00 (UTC+3) | Oostenrijk                                | 3 – 1 | Noord-Macedonië | Arena Națională, Boekarest Toeschouwers: 9.082 Scheidsrechter: Andreas Ekberg |
| 13 juni 2021 «onderlinge duels» 19:00 (UTC+3) | Lainer 18' Gregoritsch 78' Arnautović 89' |       | 28' Pandev      | Arena Națională, Boekarest Toeschouwers: 9.082 Scheidsrechter: Andreas Ekberg |

|                                               |                               |       |            |                                                                                    |
| 17 juni 2021 «onderlinge duels» 21:00 (UTC+2) | Nederland                     | 2 – 0 | Oostenrijk | Johan Cruijff ArenA, Amsterdam Toeschouwers: 15.243 Scheidsrechter: Orel Grinfeeld |
| 17 juni 2021 «onderlinge duels» 21:00 (UTC+2) | Depay 11' (pen.) Dumfries 67' |       |            | Johan Cruijff ArenA, Amsterdam Toeschouwers: 15.243 Scheidsrechter: Orel Grinfeeld |

|                                               |          |                 |            |                                                                              |
| 21 juni 2021 «onderlinge duels» 19:00 (UTC+3) | Oekraïne | 0 – 1           | Oostenrijk | Arena Națională, Boekarest Toeschouwers: 10.472 Scheidsrechter: Cüneyt Çakır |
| 21 juni 2021 «onderlinge duels» 19:00 (UTC+3) |          | 21' Baumgartner |            | Arena Națională, Boekarest Toeschouwers: 10.472 Scheidsrechter: Cüneyt Çakır |

#### Achtste finale
|                                               |                         |              |                |                                                                             |
| 26 juni 2021 «onderlinge duels» 20:00 (UTC+1) | Italië                  | 2 – 1 (n.v.) | Oostenrijk     | Wembley Stadium, Londen Toeschouwers: 18.910 Scheidsrechter: Anthony Taylor |
| 26 juni 2021 «onderlinge duels» 20:00 (UTC+1) | Chiesa 95' Pessina 105' |              | 114' Kalajdžić | Wembley Stadium, Londen Toeschouwers: 18.910 Scheidsrechter: Anthony Taylor |

ÖFB · A-internationals · Selecties · Bondscoaches · Oostenrijks vrouwenelftal · Olympisch elftal · Oostenrijk U21 · Oostenrijk U20 · Oostenrijk U19 · Oostenrijk U18 · Oostenrijk U17 · Oostenrijk U16 · Vrouwen U17
1902 – 1919 ·
1920 – 1929 ·
1930 – 1939 ·
1940 – 1949 ·
1950 – 1959 ·
1960 – 1969 ·
1970 – 1979 ·
1980 – 1989 ·
1990 – 1999 ·
2000 – 2009 ·
2010 – 2019 ·
2020 – 2029
EK's: 2008 · 
2016 · 
2020 · 
2024
WK's: 1934 · 
1954 · 
1958 · 
1978 · 
1982 · 
1990 · 
1998
OS: 1912 ·
1936 ·
1948 ·
1952
1902 · 
1903 · 
1904 · 
1905 · 
1906 · 
1907 · 
1908 · 
1909 · 
1910 · 
1911 · 
1912 · 
1913 · 
1914 · 
1915 · 
1916 · 
1917 · 
1918 · 
1919 · 
1920 · 
1921 · 
1922 · 
1923 · 
1924 · 
1925 · 
1926 · 
1927 · 
1928 · 
1929 · 
1930 · 
1931 · 
1932 · 
1933 · 
1934 · 
1935 · 
1936 · 
1937 · 
1938 · 1939 · 1940 · 1941 · 1942 · 1943 · 1944 · 1945 · 
1946 · 
1947 · 
1948 · 
1949 · 
1950 · 
1952 · 
1952 · 
1953 · 
1954 · 
1955 · 
1956 · 
1957 · 
1958 · 
1959 · 
1960 · 
1961 · 
1962 · 
1963 · 
1964 · 
1965 · 
1966 · 
1967 · 
1968 · 
1969 · 
1970 · 
1971 · 
1972 · 
1973 · 
1974 · 
1975 · 
1976 · 
1977 · 
1978 · 
1979 · 
1980 · 
1981 · 
1982 · 
1983 · 
1984 · 
1985 · 
1986 · 
1987 · 
1988 · 
1989 · 
1990 ·
1991 · 
1992 · 
1993 · 
1994 · 
1995 · 
1996 · 
1997 · 
1998 · 
1999 · 
2000 · 
2001 · 
2002 · 
2003 · 
2004 · 
2005 · 
2006 · 
2007 · 
2008 · 
2009 · 
2010 · 
2011 · 
2012 · 
2013 · 
2014 · 
2015 · 
2016 · 
2017 · 
2018 · 
2019 · 
2020 · 
2021 ·
2022
Albanië ·
Algerije ·
Andorra ·
Argentinië ·
Azerbeidzjan ·
België ·
Bosnië en Herzegovina ·
Brazilië ·
Bulgarije ·
Canada ·
Chili ·
Costa Rica ·
Cyprus ·
Denemarken ·
DDR ·
Duitsland ·
Egypte ·
Engeland ·
Estland ·
Faeröer ·
Finland ·
Frankrijk ·
Georgië ·
Ghana ·
Griekenland ·
Hongarije ·
Ierland ·
IJsland ·
Iran ·
Israël ·
Italië ·
Ivoorkust ·
Japan ·
Joegoslavië ·
Kameroen ·
Kazachstan ·
Kroatië ·
Letland ·
Liechtenstein ·
Litouwen ·
Luxemburg ·
Malta ·
Moldavië ·
Montenegro ·
Nederland ·
Nigeria ·
Noord-Ierland ·
Noord-Macedonië ·
Noorwegen ·
Oekraïne ·
Paraguay ·
Peru ·
Polen ·
Portugal ·
Roemenië ·
Rusland ·
San Marino ·
Schotland ·
Servië ·
Slovenië ·
Slowakije ·
Sovjet-Unie ·
Spanje ·
Trinidad en Tobago ·
Tsjechië ·
Tsjecho-Slowakije ·
Tunesië ·
Turkije ·
Uruguay ·
Venezuela ·
Verenigde Staten ·
Wales ·
Wit-Rusland ·
Zweden ·
Zwitserland
Algerije (1982) · 
Chili (1982) · 
Duitsland (2008) · 
Frankrijk (1982) · 
Hongarije (2016) · 
Italië (2021) · 
Kroatië (2008) · 
Nederland (2021) · 
Noord-Ierland (1982) · 
Noord-Macedonië (2021) · 
Oekraïne (2021) · 
Polen (2008) ·  
Portugal (2016) · 
West-Duitsland (1982)
1 A. Schlager ·
2 Ulmer ·
3 Dragović ·
4 Hinteregger ·
5 Posch ·
6 Ilsanker ·
7 Arnautović ·
8 Alaba ·
9 Sabitzer ·
10 Grillitsch ·
11 Gregoritsch ·
12 Pervan ·
13 Bachmann ·
14 Baumgartlinger  ·
15 Lienhart ·
16 Trimmel ·
17 Schaub ·
18 Schöpf ·
19 Baumgartner ·
20 Onisiwo ·
21 Lainer ·
22 Lazaro ·
23 X. Schlager ·
24 Laimer ·
25 Kalajdžić ·
26 Friedl ·
Coach: Foda